# Идентитет, религиозност, сексуалност: проблем идентитета религиозних ЛГБТ особа у Србији
Идентитет, религиозност, сексуалност: проблем идентитета религиозних ЛГБТ особа у Србији је научна монографија аутора Милоша Јовановића објављена 2016. године у издању издавачке куће "Mediterran publishing" из Новог Сада.

## О аутору
Милош Јовановић  је доцент на Департману за социологију на Филозофском факултету у Нишу.

## О књизи
Идентитет, религиозност, сексуалност : проблем идентитета религиозних ЛГБТ особа у Србији је књига у којој се аутор бави људима који припадају геј заједници и изузетно су религиозни, о људима који покушавају да помире своје сексуално опредељење са својом вером. Књига садржи сведочанства тих људи и њихове приче како су успели да помире те две ствари.
Аутор је овом књигом посветио пажњу искључиво религиозним геј мушкарцима и лезбијкама како би се приказала и друга страна дискриминације.„Друга страна“ дискриминације јесте маргинализованост и усамљеност верника унутар саме геј заједнице, неразумевање с којим се сусрећу, принуђеност да сами, без подршке заједнице, нађу свој начин да помире своју сексуалност и своју веру.